# Schenkel (Capelle aan den IJssel)
Schenkel is een woonwijk in de gemeente Capelle aan den IJssel, in de Nederlandse provincie Zuid-Holland.
De wijk heeft 6.210 inwoners (in 2023) en wordt omsloten door de Capelse wijken Schollevaar en Middelwatering en de Rotterdamse wijken Prinsenland en Oosterflank.
In de noordwestelijke punt van de wijk, tegen de grens met Rotterdam, ligt het IJsselland Ziekenhuis.
In de nabijgelegen Rotterdamse wijk Prinsenland ligt de sneltramhalte Schenkel aan de metrolijnen A & B.

## Trivia
- Ben de Raaf heeft een jeugdboek geschreven dat zich afspeelt in Schenkel, genaamd Schoten in Schenkel.

Dorp: Capelle aan den IJssel      Buurtschap: 's-Gravenweg

Wijken: Fascinatio · Rivium · 's-Gravenland · Middelwatering · Oostgaarde · Schenkel · Schollevaar · West

Zuid-Holland: Steden en dorpen      Nederland: Provincies · Gemeenten